# Seafood from slaves
Seafood from slaves est le nom d'une enquête menée par des journalistes de l'Associated Press (AP) au sujet de l'exploitation d'humains, essentiellement des migrants, sur des bateaux de pêche en Asie du Sud-Est. Cette enquête est composée d'une série d'articles rédigés par Esther Htusan, Margie Mason, Robin McDowell et Martha Mendoza montrant l'étendue du problème au sein de l'industrie halieutique thaïlandaise. Elle a valu à l'AP le prix Pulitzer du service public en 2016.